# معركة سوات الثانية
معركة سوات الثانية (بالإنجليزية: Second Battle of Swat)‏ هي عملية عسكرية بدأت في مايو 2009 من قِبل الجيش الباكستاني على المسلحين من تنظيم القاعدة وحركة طالبان باكستان وعناصر حركة تطبيق الشريعة المحمدية.